# Len Phillips
Horace Leonard „Len“ Phillips (* 11. September 1922 in Shoreditch; † 9. Dezember 2011 in Portsmouth) war ein englischer Fußballspieler. Als linker Halbstürmer, der im späteren Karriereverlauf auch als rechter Außenläufer eingesetzt werden konnte, gewann er mit dem FC Portsmouth in den Jahren 1949 und 1950 zwei englische Meisterschaften in Serie. Dazu absolvierte er drei A-Länderspiele für England.

## Karriere
Phillips wuchs in London auf und als er im Alter von zwölf Jahren Fußball bei den Hackney Boys spielte, tat er dies in erster Linie als Außenstürmer. Seine Profikarriere begann nach dem Zweiten Weltkrieg. In diesem hatte er bei den Royal Marines gedient und beim „D-Day“ am 6. Juni 1944 gehörte er zu den ersten Soldaten, die an Land gingen. Stationiert war er in Portsmouth und so kam es, dass ihn der dort ansässige Erstligist FC Portsmouth unter dem damaligen Trainer Jack Tinn im Januar 1946 unter Vertrag nahm. Zuvor hatte er einen guten Eindruck bei einem Spiel von Portsmouths Reservemannschaft gegen eine Auswahl der Queens Park Rangers gemacht.
Zu seinen ersten Bewährungschancen in der Profielf kam Phillips mit 13 Pflichtspieleinsätzen in der Saison 1947/48. Als der Klub in der anschließenden Spielzeit 1948/49 unter dem neuen Trainer Bob Jackson die englische Meisterschaft gewann, etablierte er sich dann zunehmend als Stammspieler auf der linken Halbstürmerposition und er galt als „Spielmacher“ bei den Offensivaktionen von „Pompey“. Zwar steuerte er verhältnismäßig wenige elf von 84 Pflichtspieltoren der Mannschaft bei, aber sämtliche Partien, in denen er traf, wurden gewonnen. Auch im folgenden Jahr der Titelverteidigung sammelte er „nur“ fünf Ligatore an, absolvierte jedoch 34 von 42 Ligabegegnungen. Phillips’ Stärken lagen in seiner Passsicherheit und der Ballkontrolle, wobei er eine Vorliebe für den „tödlichen Pass“ hatte. Dazu verfügte er über einen harten Schuss und eine gesunde Zweikampfhärte. Besonders gut harmonierte er mit dem Außenstürmer Peter Harris und er galt als einer der besten Halbstürmer im englischen Fußball. Dass er nur zu drei A-Länderspielen kam, lag auch an der hochkarätigen Konkurrenz mit Spielern wie Wilf Mannion, Len Shackleton und Eddie Baily. In allen drei Einsätzen für England ging er aber als Sieger vom Platz, vom Debüt im November 1951 gegen Nordirland (2:0) bis zu den zwei weiteren Partien drei Jahre später gegen Wales (3:2) und den amtierenden Weltmeister aus Deutschland (3:1).
In dieser Zeit zwischen 1950 und 1952 nach den beiden Meisterschaftserfolgen konnte er jeweils ein zweistellige Torausbeute vorweisen. Dadurch katapultierte er sich noch einmal in den Fokus anderer Vereine, aber für die im Januar 1952 ausgerufene Transferablösesumme in Höhe von 25.000 Pfund fand sich letztlich kein Interessent. Im Sommer 1952 nahm ihn Portsmouth wieder von der Transferliste und nachdem Jimmy Scoular nach Newcastle United gewechselt war, setzte der neue Trainer Eddie Lever die Idee um, die nun vakante Position des rechten Außenläufers mit Phillips neu zu besetzen. Dies überraschte nicht wenige Experten, denn der Kontrast des filigranen Phillips mit dem eher rustikalen Scoular erschien deutlich, aber vor allem die weiterhin funktionierende Partnerschaft mit dem Rechtsaußen Harris sorgte dafür, dass die Umstellung weitgehend funktionierte. Besondere Aufmerksamkeit erregten die beiden am 24. Januar 1954 beim 2:0-Sieg gegen den späteren Meister Wolverhampton Wanderers. Die „Wolves“ hatten ihren Starspieler Billy Wright ausnahmsweise als linken Verteidiger aufgeboten, um den formstarken Harris zu neutralisieren. Als Nutznießer trat Phillips auf, dem es immer wieder gelang, Wright aus seiner Position herauszuziehen, um danach wiederum Harris freizuspielen.
Nachdem er bereits bei einem Freundschaftsspiel der englischen Nationalmannschaft gegen eine Auswahl von Charlton Athletic bei einem simplen Rückpass zum Torwart einen schweren Knorpelschaden erlitten hatte, sorgte ein Bänderriss im Jahr 1956 in der Partie gegen Grimsby Town letztlich für das Ende seiner Profikarriere. Er verließ zum Ende der Saison 1955/56 den Klub (wie auch Duggie Reid), setzte aber seine aktive Laufbahn noch bei kleineren Klubs wie Poole Town, Chelmsford City und Bath City fort. Nach dem endgültigen Karriereende arbeitete er als Scout für Leeds United und danach in Portsmouth jenseits des Fußball als Dreher für den Flugzeughersteller De Havilland. 2010 nahm der FC Portsmouth ihn in seine klubinterne Hall of Fame auf. Er verstarb im Alter von 89 Jahren in seiner Heimat Portsmouth im Dezember 2011.

## Titel/Auszeichnungen
- Englischer Fußballmeister (2): 1949, 1950